# SN 2010au
SN 2010au – supernowa typu Ia odkryta 15 marca 2010 roku w galaktyce PGC0082347. W momencie odkrycia miała maksymalną jasność 16,70m.